# In My Feelings
«In My Feelings» es una canción del rapero canadiense Drake, de su quinto álbum de estudio Scorpion. Fue lanzado en contemporary hit radio el 10 de julio de 2018 como el quinto sencillo del álbum junto con «Don't Matter to Me». La canción alcanzó un grado alto de popularidad cuando Drake lanzó en Instagram el arriesgado reto de bailar saliendo o entrando en un auto en movimiento titulado #InMyFeelingsChallenge o #KikiChallenge.
La canción presenta voces adicionales de Yung Miami de City Girls, aunque esta no fue acreditada en la versión oficial.